# Paulus Zeger Junius van Hemert
Paulus Zeger Junius van Hemert ('s-Gravenhage, 4 maart 1827 - Rotterdam, 5 juni 1875) was een Nederlands burgemeester.

## Leven en werk
Van Hemert was lid van de familie Junius van Hemert en een zoon van jhr. mr. Willem Joannes Junius van Hemert, heer van Nieuwerkerk (1790-1858), lid van de Tweede Kamer en van de Eerste Kamer, en van  Elisabeth Jacoba Lucia Reitz (1789-1853); hij was een broer van jhr. mr. Dirk Anton Junius van Hemert (1816-1881). Hij trouwde in 1858 met Henriette Annij Marie barones Taets van Amerongen (1836-1908); uit dit huwelijk werden geen kinderen geboren. In 1858 werd hij benoemd tot burgemeester van Hasselt. Van 1861 tot aan zijn overlijden was hij burgemeester van zowel Zalk en Veecaten als van Kamperveen.